# کنسروسازی
کُنْسِرْوْسازی (به فرانسوی: conserve) به روشی برای نگهداری غذا و همچنین به خوردنی‌های نگهداری‌شده به این روش گفته می‌شود.
در روش کنسروسازی، مادهٔ خوردنی در یک قوطی یا ظرف قرار می‌گیرد و پس از بستن سر قوطی یا ظرف، هوا دیگر به مادهٔ غذایی راه نمی‌یابد و این باعث طولانی‌تر شدن مدت نگهداری مواد درون قوطی می‌شود.
کنسروسازی نخستین بار توسط نیکولا آپر و به عنوان یکی از ابداعات ارتش فرانسه در سال ۱۸۱۰ آغاز شد. کنسروسازی باعث می‌شود تا میکروارگانیسم‌ها (ریزسازواره‌ها) وارد قوطی نشوند و در آن تکثیر نیابند.
قوطی‌های کنسرو می‌توانند بزرگ، کوچک، دایره‌ای، بیضوی، مکعبی، پلاستیکی، شیشه‌ای، گالوانیزه یا آلومینیومی باشند.
برای کنسروسازیِ مواد خوراکی، مراحل گوناگون زیادی در کارخانه‌ها انجام می‌شود. برای نمونه، برای کنسروسازیِ ماهی، انجام این مراحل لازم است:
آماده‌سازی، آب‌نمک‌گذاری، پخت اولیه، قوطی‌گذاری، هواگیری، درب‌بندی، فرایند حرارتی، قرنطینه و برچسب‌زنی.
تون‌ماهیان از ماهیانی هستند که در صنعت کنسروسازی کاربرد زیادی دارند.